# المعطي بنقاسم
المعطي بنقاسم (1928-8 ماي 2001) هو مطرب وملحن مغربي، وعازف محترف لآلة العود اشتهر خلال حقبة الخمسينيات والستينيات، حتى أضحى أحد أعمدة الموسيقى المغربية.

## المشوار
الفنان المطرب المغربي المعطي بنقاسم من مواليد مدينة سلا المغربية سنة 1928. أحبّ الفنان المعطي بنقاسم الفن والموسيقى وشغف بالغناء منذ صغره وقد كان عازفا على آلة الكونترباس ثم على آلة العود قبل أن يحترف الغناء. انطلقت مسيرة المعطي بنقاسم بتقليد رواد الأغنية المغربية والعربية ليؤسّس سنة 1947 رفقة مجموعة من الأصدقاء «جوق الاتحاد السلاوي» برئاسة الفنان محمد بن عبد السلام حيث أصبح رفقة الجوق يحيي سهرات مباشرة على أمواج الإذاعة المغربّة كما يعتبر المعطي أحد مؤسّسي الجوق الوطني للإذاعة.
تنقل المعطي بنقاسم بين العديد من الفرق الموسيقية إذ التحق بجوق محمد بوزبع ثم جوق محمد العروسي، وفي بداية السبعينات التحق بجوق إذاعة فاس الجهوية الذي ظل به إلى أن تقاعد. المعطي بنقاسم يعتبر من أشهر المطربين في المغرب خلال فترة الخمسينات والستينات وقد عُرف عنه تذوّقه للفن الرفيع وله أذن موسيقية حساسة.
عرف المعطي مطربا وعازفا وملحنا وقد اشتهر بأغانيه المغربية الصرفة المعتمدة على الزجل المغربي وهو أول من غنى للشاعر العربي الكبير نزار قباني أغنية «مكابرة» وأغنية «على قدر الهوى» للشاعر أحمد شوقي وكلاهما من ألحان عبد الرحيم السقاط. أصدر المعطي بنقاسم عددا من الألبومات منها «المسرارة»، «يا بنت المدينة»، «محبوبة» و«علاش يا غزالي».
قال عنه الملحن عبد الواحد التطواني «يعتبر المعطي بنقاسم أحد رواد الأغنية المغربية، أعطاها الكثير وترك العديد من الأغاني التي تشهد على
تاريخه...»
في 2009، أقدمت عائلة الراحل المعطي بنقاسم إلى رفع دعوى قضائية ضد شركة روتانا والمغني الإماراتي سعود أبو سلطان إثر قيامهما بإعادة إنتاج أغنية الراحل "علاش يا غزالي" أشهر أغاني الفنان الراحل دون إذن أصحاب الحقوق الشرعية.

## الوفاة
توفي الفنان المعطي بنقاسم يوم 8 ماي 2001 بعد مرض، عن سن يناهز 73 سنة، تاركا وراءه العشرات من القطع الغنائية، ودفن بمدينة فاس حسب وصيته.